# 呼斯坦諾魯國家公園

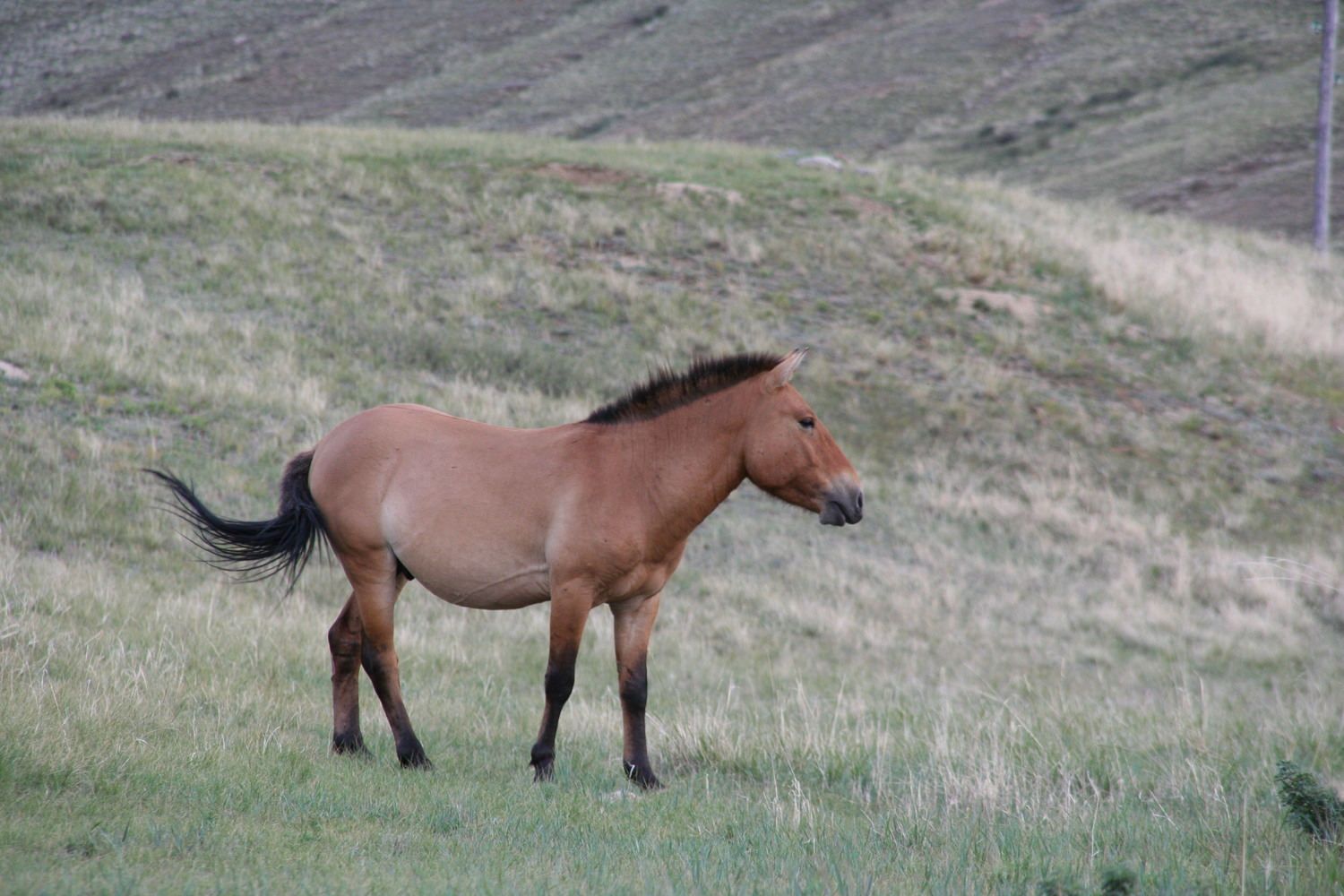
公園內的普氏野馬

呼斯坦諾魯國家公園（「白樺山」的意思），又稱哈斯台國家公園，是位於蒙古國中央省的一個國家公園，位於首都烏蘭巴托以西100公里。面積560平方公里。土拉河流經。

## 歷史
1993年設保護區，1998年升格為國家公園。2002年成為生物圈保護區。2003年成立信託基金會。2007年加入世界自然保護聯盟。

## 生物資源
當地最著名的生物為普氏野馬。另有43種哺乳動物、217種鳥類、2種兩棲類、16種魚類、385種昆蟲。有459種維管植物、85種地衣、90種苔蘚、33種真菌。

## 外部連結
- 官方網頁